# Elite League
De Elite League was tot en met het seizoen 2014/15 de hoogste ijshockeyafdeling in België. In deze competitie werd om de landstitel gestreden. De inrichtende macht was de Koninklijke Belgische IJshockey Federatie (KBIJF).
Vanaf het seizoen 2015/16 wordt het landkampioenschap vergeven in de gezamenlijke Belgische-Nederlandse BeNe-league.

## Geschiedenis
In het verleden is geprobeerd om het ijshockey met meer ploegen van niveau te verrijken. Al vanaf het midden van de jaren zestig van de 20e eeuw werden competitievormen opgezet met Nederlandse en Belgische teams. Sinds 1972/73 was dit een aparte competitie met de naam Coupe der Lage Landen (CLL). De CLL werd altijd voorafgaand aan de bekercompetitie en de eredivisie gehouden. En bij de introductie en de herintroductie (na een afwezigheid van 1990-1995) was er daadwerkelijk meer publiek te zien langs de banen. De Nederlandse en Belgische teams waren aan elkaar gewaagd. Maar de laatste jaren werd het niveauverschil erg groot in het nadeel van de Belgen. Een Belgische overwinning op een Nederlands team verwerd bijna tot een unicum en de CLL kon niet meer bekoren. Anno 2006 kwam de CLL daarom weer te vervallen.

## Competitie
Division 1
Onder de BeNe-league is de Division 1 de hoogste Belgische competitie. De teams in deze competitie in het seizoen 2019/20 waren:
1. Antwerp Phantoms-2
2. Beaufort Knights (Luxemburg)
3. Bulldogs Luik-2
4. Charleroi Red Roosters
5. Chiefs Leuven-2
6. Future Golden Sharks
7. HYC Herentals toekomstteam
8. Kortrijk Spurs
9. Olympia Heist

## Landskampioenen
N.B. Clubpagina is alleen bij het eerste behaalde kampioenschap gelinkt.

## Titels per club
| Titels | club | jaar |
| ------ | --- | --- |
| 23     | Brussels Royal IHSC 1911–1948 Brussels IHSC 1948–1954 Entente Saint-Sauveur 1954–1966 Brussels IHSC 1966–1970 Brussels IHSC Poseidon | 1912, 1913, 1923, 1938, 1940, 1941, 1942, 1943, 1944, 1945, 1947, 1948, 1951, 1962, 1968, 1970, 1971, 1975, 1976, 1977, 1978, 1980, 1982 |
| 16     | HYC Herentals | 1981, 1984, 1985, 1993, 1994, 1997, 1998, 2002, 2009, 2012, 2013, 2016, 2017, 2018, 2019, 2020                                           |
| 11     | Olympia Heist op den Berg | 1979, 1983, 1986, 1987, 1988, 1989, 1990, 1991, 1992, 1999, 2004                                                                         |
| 10     | Cercle des Patineurs Liégeois | 1949, 1955, 1960, 1961, 1963, 1964, 1965, 1972, 1973, 1974                                                                               |
| 5      | Le Puck d’Anvers | 1924, 1925, 1926, 1927, 1928 |
| 4      | Antwerp Phantoms | 2000, 2001, 2003, 2015 |
| 4      | Antwerp Ice Hockey Club | 1956, 1957, 1958, 1959 |
| 4      | Brabo IHC | 1950, 1952, 1953, 1954 |
| 4      | Cercle des Patineurs Anversoises | 1929, 1934, 1935, 1936 |
| 4      | White Caps Turnhout | 2006, 2007, 2008, 2011 |
| 3      | Club des Patineurs de Bruxelles | 1914, 1920, 1921 |
| 3      | Olympia IHC | 1966, 1967, 1969 |
| 2      | Chiefs Leuven | 2005, 2010 |
| 2      | Cercle des Sports d’Hiver de Bruxelles                                                                                               | 1937, 1939 |
| 1      | Saint Sauveur IHC | 1922 |
| 1      | Cercle des Patineurs Unis | 1946 |
| 1      | Griffoens Geel | 1996 |
| 1      | Bulldogs de Liège | 2014 |